# محطة قطار قيسارية-برديس حنا
محطة قطار قيسارية-برديس حنا (بالعبرية: תַּחֲנַת הרַכֶּבֶת קֵיסָרְיָה-פַּרְדֵּס חַנָּה تَخَنَاتْ هَارَكِيڤِتْ قِيسَارْيَة-پَرْدِيسْ خَنَّا) هي محطة قطار تابعة لخطوط السكك الحديدية الإسرائيلية. تقع على الحدود بين منطقة قيسارية الصناعية والمجلس المحلي برديس حنا-كركور.

## تاريخ
في فترة الانتداب البريطاني كانت برديس حنا تقع على خط سكة حديد حيفا – اللد. تم إنشاء محطة قطار برديس حنا في ثلاثينيات القرن الماضي.
في عام 1949 -بعد قيام دولة إسرائيل- ومع إقامة المعبروت -مخيمات استيعاب المهاجرين- طالب المجلس المحلي تجديد محطة القطار وبالفعل لبت إدارة السكك الحديدية الطلب. كان موقع المحطة إلى الجنوب قليلًا من موقع المحطة الحالي، أمام مصنع الخرسانة الخفيفة.
في عام 1954 تم إلغاء المحطة، إلى أن أُفتتحت المحطة الجديدة في عام 2001.

## تصميم

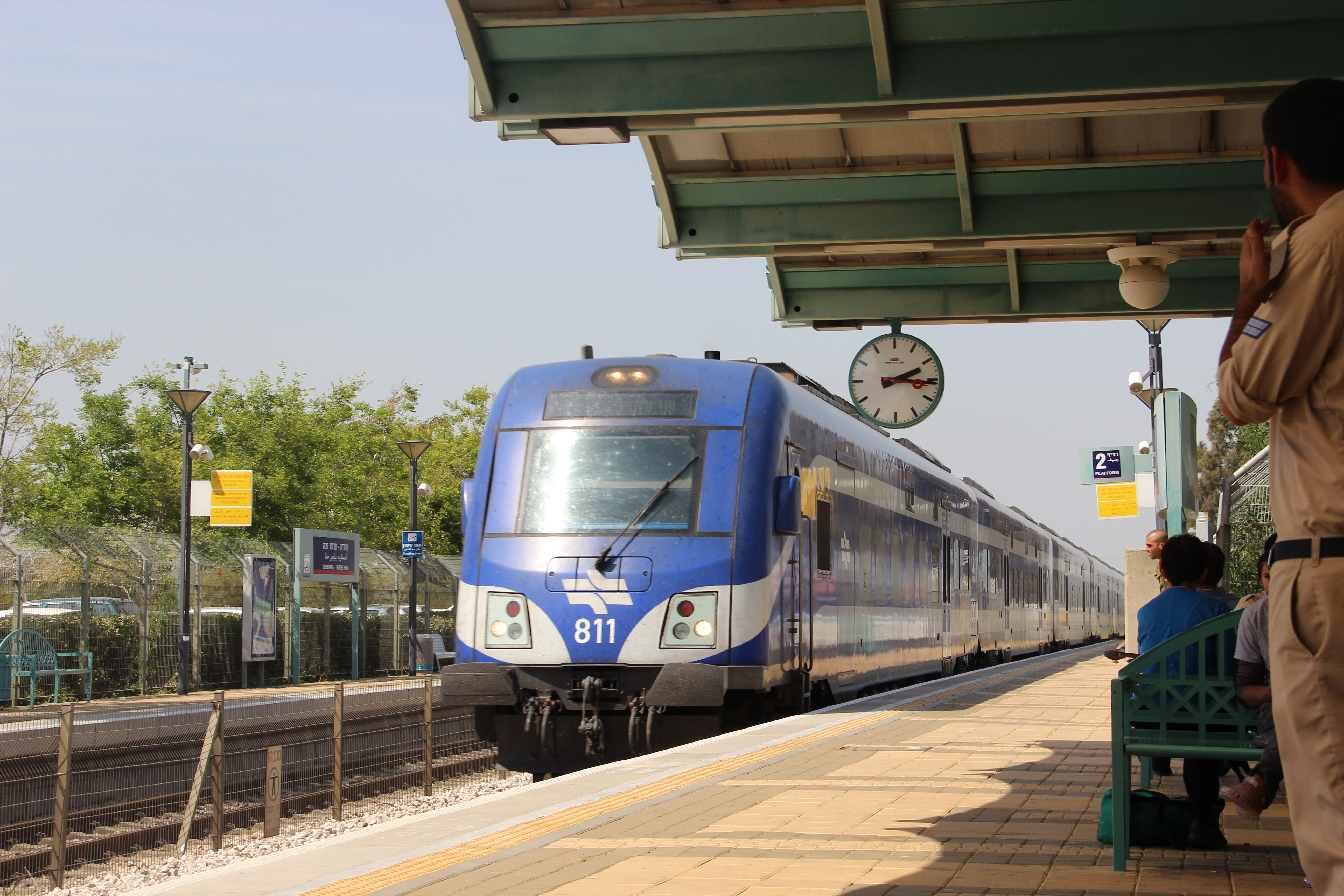
قطار في المحطة.

بدأ بناء المحطة الجديدة في أغسطس 2000، وأفتتحت في يونيو 2001. في البداية كانت المحطة بمدخل واحد من الجهة الغربية عند المنطقة الصناعية بدون مدخل من الجهة الشرقية من برديس حنا حتى عام 2006.
تتوقف في المحطة قطارات خط ضواحي تل أبيب (بنيامينا / نتانيا - تل أبيب - رحوڤوت / أشكلون).
صمم المحطة المهندس المعماري «شاؤول سبيتز» من مكتب «بلانكون» للهندسة المعمارية والتخطيط الهندسي في حيفا، والذي صمم أيضًا المحطات في عتليت، بنيامينا، الخضيرة (الغربية)، نتانيا، وغيرها.